# バラトン湖

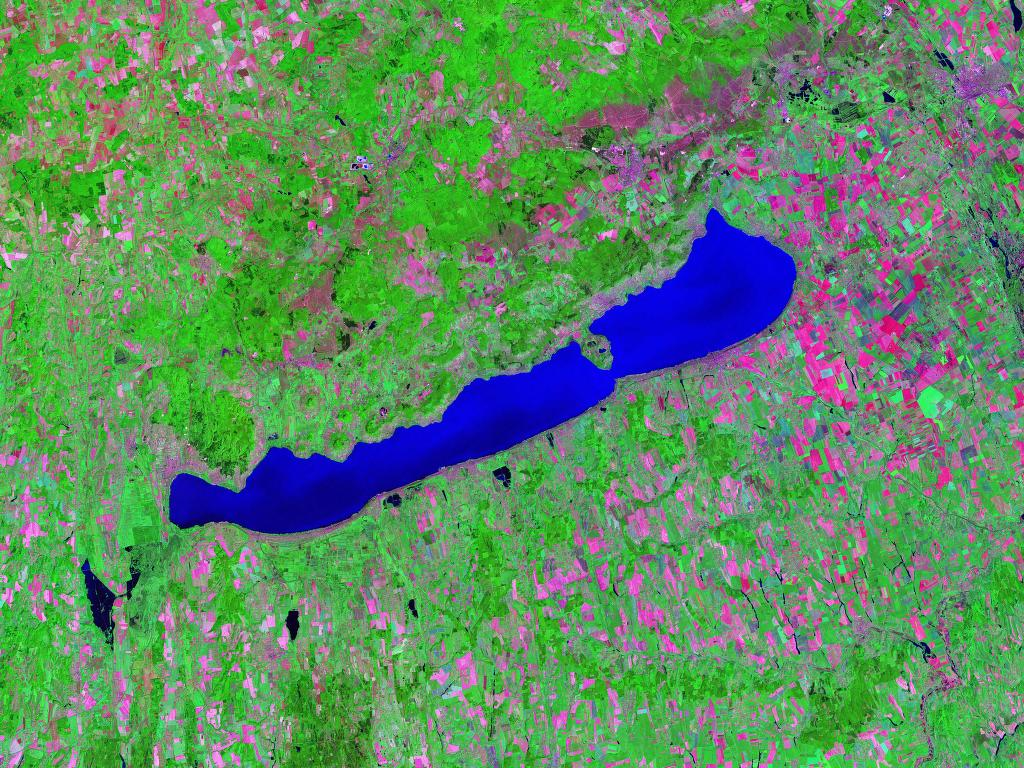
衛星からの写真

バラトン湖（バラトンこ、ハンガリー語: Balaton [ˈbɒlɒton] バラトン、古くは ハンガリー語: Balaton-tó [ˈbɒlɒtontoː] バラトントー、ハンガリー語: Balaton tava [ˈbɒlɒtontɒvɒ] バラトンタヴァとも、ラテン語: Lacus Pelso、ドイツ語: Plattensee）は、ハンガリーの西部にある湖。中央ヨーロッパ最大の湖。ハンガリーの首都ブダペストからは南西に130kmほどの位置にある。スラブの言葉で湖沼を意味する「Blato」が語源と考えられており、ハンガリー人はこのバラトン湖を「ハンガリーの海」（ハンガリー語: a magyar tenger [ɒˈmɒɟɒrˌtɛŋɡer]）と呼ぶ。

## 地理
バラトン湖はハンガリー高地の中央部に位置し、後期更新世の地殻陥没で形成された。東西に長く広がり長さは約78km、幅は5-12km、面積は約595km2、最大水深は約11m。平均水温は20℃、夏の水温は26-27℃に達し、冬季は水面が凍結する。
北岸の水深は比較的深く、南岸は遠浅になっている。水位の変動が大きく、春の雪解けの時に水位は最大となり秋に水位は最低になる。平均水深は浅く、流域における土地利用の変化が顕著であるため西部を中心に富栄養化が進んでいる。水面の色は淡いコバルトブルーで、水質は弱アルカリ性でマグネシウム、カルシウムなどの成分を含んでいる。
50以上の河川がバラトン湖に流入し、湖水はシオ川からドナウ川に流れ出る。湖に流入する河川のうち、ザラ川からの流入量が最も多い。
バコニュ山地に面する北西岸には森林に覆われた崖が形成され、崖の一部はティハニ半島として湖に突き出ている。半島の先端と南の対岸の距離は約1.5km離れており、毎年7月末にはバラトン湖横断アマチュア水泳大会の会場となっている。バコニュ山地は地下資源に恵まれているが、山地東端のボーキサイト鉱床の開発に伴って行われているアルミニウム精錬の排水が地下水を汚染している。一方南岸は平坦な土地となっており、肥沃な土壌が広がっている。なお、バラトン湖はバコニュ山地と共にユネスコ世界ジオパークに指定されている。
湖岸には広大な草原とヨシ原があり、マガン、ハイイロガンを含むガンカモ類およびバン類の水鳥、藻類、魚類および昆虫のキタキイロネクイハムシにとって重要な生息地であり、周辺にはサンカノゴイ、ユーラシアカワウソ、ツンドラハタネズミなどが生息している。湖の全域は1989年にラムサール条約登録地となった。
またバラトン湖の西端付近には温泉湖のヘーヴィーズ湖と小バラトン湖がある。バラトン湖の西端部および小バラトン湖周辺の湿地は1979年に、バラトン湖南岸の沼地と養魚池群は2011年にラムサール条約登録地となった。

## 歴史
第二次世界大戦中、この近辺地区でドイツ軍と赤軍の戦い、春の目覚め作戦が行われ、別名、バラトン湖の戦いとも呼ばれる。
社会主義時代のハンガリーではユーゴスラビア領のアドリア海沿岸部と同じく東欧の社会主義国としては例外的に、バラトン湖に多くの西ヨーロッパの観光客を受け入れていた。1989年8月の汎ヨーロッパ・ピクニックの直前、ハンガリー・オーストリアの国境に敷かれていた鉄条網の撤去を知った東ドイツ（ドイツ民主共和国）の人間は休暇を装ってバラトン湖に滞在し、亡命の機会を待った。

## 産業
バラトン湖は国際的な保養地として知られ、沿岸都市は湖水浴を楽しむ観光地として賑わっている。バラトン湖沿岸の都市で最大の規模を持つ南部の都市シオーフォクは、夏季には人口が5倍に増加するといわれている。湖畔にはホテル、ヨットハーバー、遊泳所などのバカンスのための施設が建てられている。北側のバラトンフュレドは温泉保養地として知られ、かつては貴族、政治家、芸術家が集まる高級保養地となっていた。社会主義政権の成立に伴ってバラトンフュレドに建てられた貴族の邸宅の多くが取り壊され、ホルヴァース・ハウスと呼ばれる18世紀末に建てられたサナトリウムだけが残された。
バラトン湖では漁業が盛んであり、パイクパーチ（フォガーシュ、Fogassüllő）などが水揚げされる。バラトン湖の北側に位置する村落では、温暖な気候と長い日照時間を生かしたワインの生産が行われており、バラトンワインはハンガリーワインの名品の1つに数えられている。

## 周囲の町
北岸
東から順に
バラトンケネシェ(Balatonkenese)

バラトンフューズフゥー(Balatonfűzfő)

バラトンアルマーディ(Balatonalmádi)

アルショーウルシュ(Alsóörs)

パロズナク(Paloznak)

チョパク(Csopak)

バラトンフュレド(Balatonfüred)

ティハニ(Tihany)

アソーフゥー(Aszófő)

ウルヴェーニェシュ(Örvényes)

バラトンウドヴァリ(Balatonudvari)

バラトンアカリ(Balatonakali)

ザーンカ(Zánka)

バラトンセペズド(Balatonszepezd)

レーヴフュロップ(Révfülöp)

クーヴァーゴーウルシュ(Kővágóörs)

バラトンレンデシュ(Balatonrendes)

アーブラハームヘジ(Ábrahámhegy)

バダチョニトマイ(Badacsonytomaj)

バダチョニトゥルデミツ(Badacsonytördemic)

シグリゲト(Szigliget)

バラトンエデリチ(Balatonederics)

バラトンジョルゥク(Balatongyörök)

ヴォニャルツヴァシュヘジ(Vonyarcvashegy)

ジェネシュディアーシュ(Gyenesdiás)

ケストヘイ(Keszthely)

南岸
東から順に
バラトンヴィラーゴシュ(Balatonvilágos)

シオーフォク(Siófok)

ザマールディ(Zamárdi)

サーントード(Szántód)

バラトンフゥルドヴァール(Balatonföldvár)

バラトンサールソー(Balatonszárszó)

バラトンセメシュ(Balatonszemes)

バラトンレッレ(Balatonlelle)

バラトンボグラール(Balatonboglár)

フォニョード(Fonyód)

バラトンフェニヴェシュ(Balatonfenyves)

バラトンマーリアフュルドゥー(Balatonmáriafürdő)

バラトンケレストゥール(Balatonkeresztúr)

バラトンベレーニ(Balatonberény)

バラトンセントジュルジ(Balatonszentgyörgy)